# Uso de las redes sociales por el Estado Islámico
El Dáesh, (también conocido como ISIS, ISIL, y como Estado Islámico) es un grupo terrorista localizado en Siria. El grupo utiliza sofisticadamente las redes sociales como una herramienta para difundir el terror en todo el mundo, además de los esfuerzos de reclutamiento internacional. El Estado Islámico es ampliamente conocido por su publicación de contenidos perturbadores, como grabar videos de ellos decapitando personas y después colgarlo en Internet. El Estado Islámico su propio contenido en línea, como videos, revistas (como Dabiq), y volantes. Esta propaganda se difunde a través de sitios web y muchas plataformas de redes sociales como Twitter, Facebook, Telegram, TikTok y YouTube. Al utilizar las redes sociales, la organización ha logrado un gran número de seguidores y ha reclutado exitosamente a miles de personas. Además, la organización ha reclutado miembros de países occidentales, incluidos Estados Unidos, Reino Unido y Canadá. El grupo ha sido conectado a tiroteos mortales como el ataque de París y el tiroteo en el club nocturno Pulse.
En respuesta al auge internacional del grupo, muchos sitios web y plataformas de redes sociales han prohibido las cuentas y eliminado el contenido que promueve el Estado Islámico de sus plataformas.

## Público objetivo

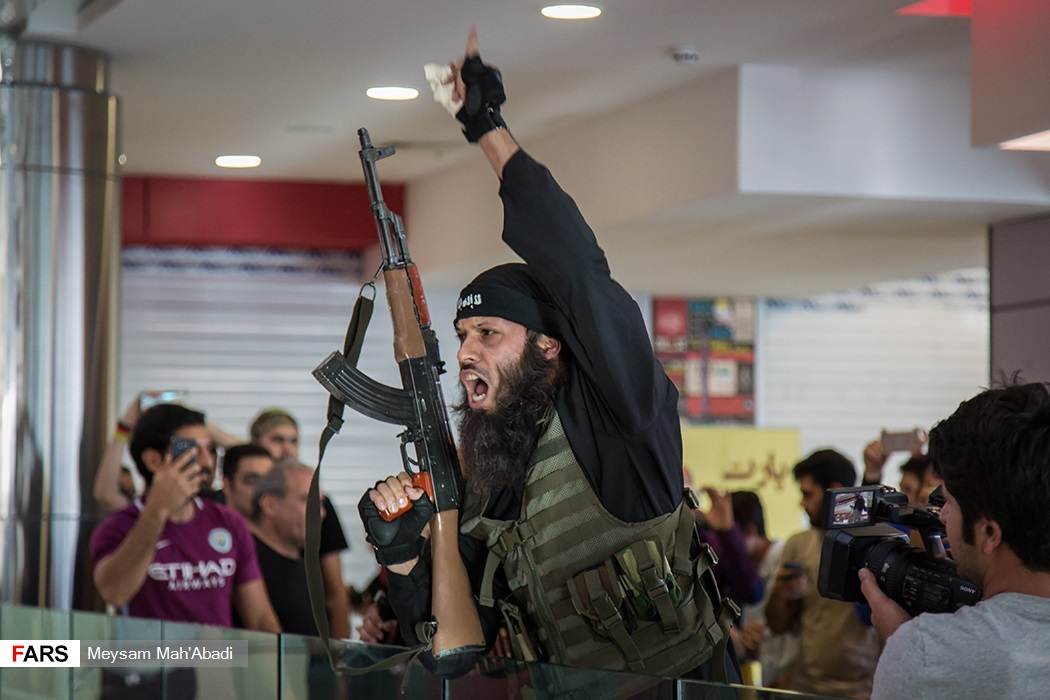
Recreación satírica de un miliciano del Dáesh

El dáesh apunta a una variedad de grupos diferentes tanto en el Medio Oriente como en los países occidentales. Hay una gran variedad de motivos por los cuales se puede incitar a los combatientes a unirse a ISIS. Las investigaciones de Quantum citan nueve atributos característicos de un luchador que busca unirse al ISIS: búsqueda de estatus, búsqueda de identidad, venganza, redención, emoción, ideología, justicia y muerte.
El recluta estándar de ISIS, tanto de Oriente Medio como de países occidentales, es relativamente joven. La edad promedio de los combatientes del ISIS es de alrededor de 26 años, y el 86% de los reclutas son hombres. Los reclutas del Medio Oriente provienen de entornos económicamente desfavorecidos en el norte de Irak. La destrucción reciente en la guerra de Irak y la guerra civil siria ha creado odio hacia las potencias occidentales en la región.
Los reclutas occidentales son a menudo inmigrantes de segunda o tercera generación. Los informáticos Zeeshan ul-hassan Usmani también descubrieron que la mayoría de los reclutas occidentales no se sienten "en casa" en su país de origen. Como resultado, estos combatientes a menudo tienen deseos de ir al extranjero y escapar de las condiciones en su país de origen.
Además del reclutamiento, la presencia de ISIS en las redes sociales también pretende intimidar y difundir el terror en todo el mundo. La publicación de decapitaciones y otros videos de ejecución del ISIS apuntan principalmente al mundo occidental.

## Contenido y mensajes
El Dáesh produce videos de propaganda que van desde ejecuciones en video hasta documentales completos. Los videos tienen una alta calidad de producción e incorporan montajes, escenas en cámara lenta, y a menudo van acompañados de un breve diálogo. ISIS tiene un equipo dedicado de más de 100 insurgentes de medios dedicados a grabar estos videos.
Las ejecuciones del Dáesh generalmente consisten en decapitaciones o tiroteos masivos en represalia por la ayuda militar occidental destinada a acabar con ellos. Los videos particulares que Dáesh suele publicar incluyen ejecuciones de "enemigos del Califato", que a menudo consisten en occidentales o ciudadanos jordanos. Más infame, un verdugo llamado Yihadista John fue visto en muchos de estos videos antes de su muerte en 2015. John es conocido por ejecutar a muchos ciudadanos estadounidenses, británicos y japoneses como Steven Sotloff, David Haines y Alan Henning.
En muchos de los videos y materiales producidos por Dáesh, existe el tema de la inclusión y la hermandad. Además, los videos también se centran en 3 mensajes principales:
1. Transmitir narrativa de guerra global y victoria final
2. Radicalizar poblaciones globalmente
3. Fomentar el actor internacional de estado solitario y los ataques de células pequeñas en apoyo de ISIS

Estos mensajes se pueden ver en todo el contenido producido por el Estado Islámico, como documentales de guerra, videos de ejecución y la revista Rumiyah.

## Uso de redes sociales
De 2013 a 2014, la organización utilizó principalmente plataformas convencionales como Twitter, Facebook y Youtube. En 2014, estas grandes plataformas de redes sociales eliminaron el contenido de ISIS. Desde entonces, ISIS ha optado por utilizar plataformas de redes sociales que protegen su contenido o permiten que el contenido se vuelva a publicar rápidamente. Estas plataformas de elección son Telegram, Justpaste.it y Surespot.
ISIS también implementa iniciativas de marketing como "Jihadist Follow Friday" (El yihadista sigue el viernes), que alienta a los usuarios a seguir nuevas cuentas relacionadas con ISIS cada viernes.
Este hashtag específico refleja los hashtags de uso común, como #motivationmonday (#LunesMotivador) o #throwbackthursday (#OtraVezJueves). Para aumentar su presencia y popularidad en línea, la organización alienta a sus seguidores a usar una gran cantidad de hashtags en árabe, que se traducen en #theFridayofSupportingISIS (#ViernesDeApoyoISIS) y #CalamityWillBefalltheUS (#LaCalamidadCaeráSobreEEUU). Esto les permite ganar seguidores cada semana mientras promueven su comunidad y mensaje semanalmente.

### Twitter
Durante 2014, hubo un estimado de 46,000 a 90,000 cuentas de Twitter que abogaron por ISIS o fueron administradas por partidarios del grupo.
En 2015, Twitter informó que prohibió 125,000 cuentas comprensivas de ISIS. En 2016, publicó una actualización de 325,000 cuentas eliminadas.
Aunque se han suspendido muchas cuentas, los partidarios de ISIS a menudo crean nuevas cuentas. Twitter define a aquellos que recrean cuentas como "resurgentes" y explica que a menudo son cuentas difíciles de eliminar por completo, ya que tienden a aparecer de nuevo en formas alternativas. Se estima que aproximadamente el 20% de todas las cuentas de Twitter afiliadas a ISIS se remontan a cuentas falsas creadas por el mismo usuario. Muchas de estas cuentas se remontan a la "familia Baqiya", que es una red en línea de miles de seguidores de ISIS. Muchas de estas cuentas están activas durante importantes victorias militares de ISIS. Durante la marcha de ISIS en Mosul, hubo alrededor de 42,000 tuits en Twitter apoyando la invasión.

### Telegram
Durante 2014, ISIS se volvió muy activo en Telegram después de que muchas de las principales plataformas de redes sociales prohibieron el contenido de ISIS y las cuentas comprensivas. Telegram es una aplicación de mensajería cifrada. La plataforma por naturaleza se crea como una plataforma de cifrado de usuario de extremo a extremo. Además, también tiene características especiales como el temporizador de autodestrucción que borra todas las pruebas y mensajes. La aplicación tiene una política de protección de datos de usuario porque violar esta política podría dañar la marca de privacidad de los clientes de la aplicación. Las agencias gubernamentales no han podido romper la tecnología de cifrado de Telegram.
En Telegram, ISIS a menudo usa el hashtag #KhilafahNews para atraer a sus usuarios. ISIS utiliza Telegram para planificar campañas de redes sociales en plataformas alternativas. La organización también usa Telegram como una plataforma de anclaje para conectarse con su base de usuarios cuando sus otras cuentas están prohibidas en Twitter y Facebook.
El 28 de febrero de 2016 se subió un video donde amenazan con explotar la najaasah y disparar a los titubeos. Producido por Ibn-Altayb y distribuido por Al-Hayat, el video muestra imágenes de los ataques de Bruxelles y las víctimas.
En julio de 2017, Telegram fue objeto de escrutinio por parte de los medios y los medios de comunicación. Se ha documentado que hombres armados de ISIS han usado esta aplicación para mantener contacto con líderes de ISIS en Raqqa días antes de los ataques terroristas en Turquía, Berlín y San Petersburgo. A pesar de las preocupaciones de los medios occidentales, ha habido poca o ninguna acción contra las cuentas de ISIS en Telegram.
En abril de 2019 se subió un video en el que instaban a los lobos solitarios a intentar atacar durante la Semana Santa en Sevilla y Málaga. En Sevilla, un yihadista que tenía la intención de realizar un ataque de lobo solitario fue arrestado.

### TikTok
En octubre de 2019, se informó que el contenido de reclutamiento de ISIS se descubrió en TikTok. Aproximadamente dos docenas de cuentas fueron cerradas posteriormente en respuesta.

### Justpaste.it
Justpaste.it, un sitio web anónimo para compartir fotos y textos, también se ha utilizado en gran medida. Con la opción de bloquear imágenes, el sitio web permite a los usuarios anónimos enviar y recibir contenido sin registrarse. Por esta razón, los miembros de ISIS han compartido fotos de innumerables asesinatos, ejecuciones y campos de batalla en la aplicación para difundirlas a otras aplicaciones.
Ha habido peticiones para cerrar el sitio para prevenir su uso por el ISIS u otros grupos extremistas. Sin embargo, el fundador Mariusz Żurawek se ha resistido a hacerlo. Él dijo: "No quiero interferir con ningún tipo de conflicto y quedarme de un lado. Justpaste.it tiene muchos usuarios. No puedo concentrarme en un solo grupo. No veo ninguna razón por la que deberían cerrar el servicio ¿Deberían cerrar Twitter también?"
En 2014, Justpaste.it eliminó el contenido gráfico del sitio web, lo que llevó a ISIS a lanzar sus propias páginas para compartir contenido. Estos sitios incluyeron Manbar.me en 2014, Nasher.me en enero de 2015 y Alors.ninja en julio de 2015. Las oficinas de redes sociales de ISIS confiaron más en Manbar.me para distribuir fotos de propaganda de batallas y redadas en la ciudad. En 2016, ISIS presentó PasteMaker y Sharetext, que reflejaban los mensajes cifrados de Justpaste.it. A pesar de crear periódicamente sus propias plataformas, eran considerablemente más difíciles de navegar; así ISIS volvió a usar Justpaste.it.

### The Dawn of Glad Tidings - Aplicación de teléfono inteligente
ISIS creó The Dawn of Glad Tidings, una aplicación en idioma árabe. Esta aplicación comparte muchos de los tuits, imágenes y videos de las cuentas de Twitter de ISIS. Además, permitió a los usuarios ver y monitorear hashtags, tuits, imágenes, videos y comentarios que se publicaron en sus cuentas. Originalmente, la aplicación estaba destinada a que los seguidores de ISIS tuvieran un foro privado en línea para comunicarse. Esta aplicación se descargó varios cientos de veces en la tienda de aplicaciones de Google Play antes de ser retirada.

### Impacto fuera de línea
Como demuestran los ataques de noviembre de 2015 en París, ISIS también recurre a métodos anticuados de comunicación y propaganda. Lewis señala que los ataques en París representan una 'propaganda del hecho', un método desarrollado por los anarquistas del siglo XIX en Europa. Los ataques de ISIS en noviembre de 2015 se perpetraron sin previo aviso, en gran parte porque los agentes se encontraron cara a cara y utilizaron otros medios de comunicación no digitales. Además, es común que ISIS se atribuya la responsabilidad de muchos ataques terroristas en todo el mundo, como los ataques de París, el tiroteo en el club nocturno Pulse y el ataque de Las Vegas.

## Uso de la web oscura
Las actividades de ISIS en la internet superficial están sujetas a escrutinio y regulaciones por parte de corporaciones, agencias gubernamentales y piratas informáticos. ISIS se ha visto obligado a buscar un nuevo refugio seguro en línea. ISIS también publica una variedad de contenido en la dark web. En la dark web no se puede rastrear y proporciona un anonimato completo tanto para el espectador como para el póster original. También publican activamente una variedad de su contenido en la web oscura, así como sus propias plataformas generadas internamente. El uso de ISIS de la web oscura ha dificultado el trabajo antiterrorista.
Utilizando la web oscura, ISIS ha creado su propia plataforma para aumentar su capacidad de difundir su mensaje. Sin la intervención de actores corporativos o entidades gubernamentales, ISIS ha podido difundir libremente sus mensajes en sus propias plataformas y sitios web. En 2017, Europol, la Policía Europea, pudo descubrir 52 redes únicas de ISIS en línea en la web oscura. Estas 52 redes únicas contenían más de 2.000 elementos extremistas únicos.

## Impacto relevante del uso de redes sociales de ISIS
Las publicaciones de ISIS en las redes sociales han movilizado a ciudadanos comunes de todo el mundo y a otros grupos yihadistas radicales para actuar de acuerdo con sus demandas digitalizadas. Sus métodos han funcionado para reclutar efectivamente a personas más jóvenes para unirse a sus grupos en un entorno consolidado. Las plataformas como Facebook, Twitter y Youtube son medios más impresionables, especialmente en un grupo demográfico más joven. Por esta razón, ISIS coloca estratégicamente sus mensajes pulidos en estas plataformas para atraer nuevos miembros potenciales desde una edad temprana. Un estudio sobre las repercusiones de las redes sociales demostró que había aproximadamente 1,264 casos que podrían clasificarse como ejemplos de "incitación violenta"; En estos casos, los expertos en redes sociales de ISIS han publicado deliberadamente propaganda amenazante para provocar una agresión fuera de línea.. Muchos verbos de "llamado a la acción" que tienen una connotación positiva también se han utilizado para establecer sentimientos de justificación hacia cualquier violencia pertinente.

## Críticas de movimiento y reacción
Tanto los gobiernos nacionales como las corporaciones han tomado una posición contra el ISIS en las esferas física y virtual.
El Departamento de Estado de EE. UU. Anunció una coalición internacional en 2014, en la que enumeran cinco líneas de esfuerzo para exponer al ISIS. Incluyen:
- Brindar apoyo militar a los socios.
- Impedir el flujo de combatientes extranjeros.
- Dejar de financiar y fundar.
- Abordar las crisis humanitarias en la región.
- Exponiendo la verdadera naturaleza[25]

Las empresas también están tomando medidas para obstaculizar los intentos de reclutamiento de redes sociales de ISIS. ThinkTank de Google, Jigsaw, lanzó una colaboración con Youtube en julio de 2017 para redirigir a los posibles reclutas utilizando el Método de redireccionamiento. Después de enfrentar la creciente presión de los líderes gubernamentales, Facebook anunció que la compañía está utilizando Inteligencia Artificial para detectar contenidos relacionados con el terrorismo, su esfuerzo se extendería a otras plataformas propiedad de Facebook como WhatsApp.
“El método de redireccionamiento utiliza herramientas de orientación de Adwords y videos seleccionados de YouTube subidos por personas de todo el mundo para enfrentar la radicalización en línea. Se enfoca en la porción de la audiencia de ISIS que es más susceptible a sus mensajes, y los redirige hacia videos de YouTube seleccionados que desacreditan los temas de reclutamiento de ISIS. Esta metodología abierta se desarrolló a partir de entrevistas con los desertores de ISIS, respeta la privacidad de los usuarios y se puede implementar para abordar otros tipos de discursos de reclutamiento violento en línea.
Al utilizar esta táctica, Jigsaw capta lemas que manifiestan cualquier sentimiento positivo de ISIS, como "Baqiyah wa Tatamadad" (Restante y en expansión) y "Al Dawla Al Islameyah", que incluye "al-Dawla", una señal de respeto.
Por último, Anonymous declaró la guerra contra ISIS en noviembre de 2015, intentando frustrar los esfuerzos de reclutamiento en las redes sociales apuntando a las redes de comunicación de ISIS.